# Tumba de San Pedro

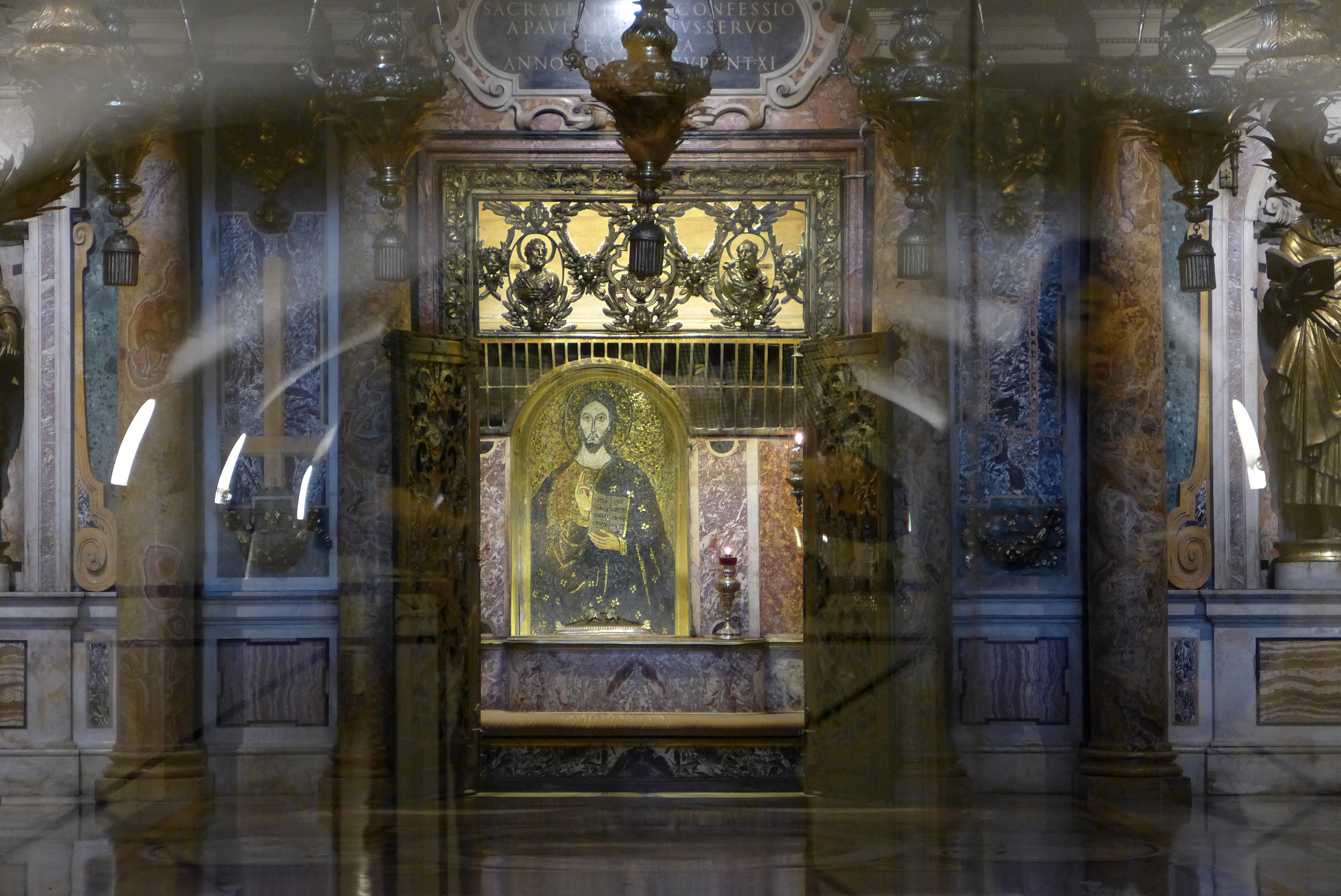
Tumba de San Pedro en las grutas vaticanas.

La tumba de San Pedro se encuentra actualmente en las grutas vaticanas, bajo el altar papal de la basílica de San Pedro. El complejo funerario se encontraba bajo un relleno de tierra que proporcionó una base para la construcción de la antigua basílica de San Pedro durante el reinado de Constantino I alrededor del año 330. 
En este lugar se encontraron los huesos de varias personas y algunos animales pero, tras dos excavaciones arqueológicas, el papa Pío XII declaró en diciembre de 1950 que no se pudo confirmar con absoluta certeza que los restos perteneciesen al apóstol Pedro. Sin embargo, tras el descubrimiento de algunas inscripciones y del estudio de los huesos, el papa Pablo VI anunció el 26 de junio de 1968 que las reliquias del santo habían sido identificadas de modo convincente.

## Excavaciones arqueológicas

### 1939 — La tumba de los Julios

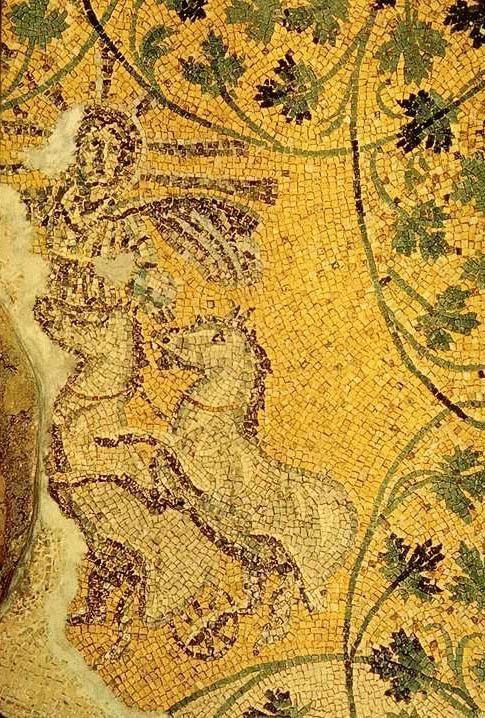
Detalle del mosaico de Sol Invictus.

Entre 1939 y 1949, el equipo arqueológico dirigido supervisado por monseñor Ludwig Kaas descubrió un complejo de mausoleos paganos ubicados bajo los cimientos de la basílica de San Pedro, la llamada necrópolis vaticana, que fue datada en los siglos II y III. La necrópolis se encontraba destruida en gran parte debido a la construcción de la basílica constantiniana y de los cimientos del Baldaquino de San Pedro.
Entre los restos se encuentra la llamada «Tumba de los Julios» o «Mausoleo “M”». Presenta un techo abovedado en que hay un mosaico del siglo III o IV que representa al dios Sol Invictus con una aureola montando en su carro y rodeado de hojas de vid. Otros mosaicos en esta tumba que representan a Jonás y la ballena, el buen pastor que lleva un cordero y unos pescadores, lo que ha fomentado su interpretación como una tumba cristiana.

### Huesos transferidos en 1942
En 1942, monseñor Ludwig Kaas, encontró restos en una tumba del monumento. Pensó que podrían ser los huesos del Santo y le preocupaba que estas reliquias no fuesen tratadas con el respeto que merecían, por lo que decidió, en secreto, trasladar los restos a otro lugar dentro de la necrópolis.
Tras la muerte de Kaas, la profesora Margherita Guarducci descubrió estos restos por casualidad, mientras descifraba unas grafitos escritos en el muro denominado G (de color blanco); y en el adyacente (de color rojo), descifró unos grafitos que significan: 

«Pedro, ruega por los cristianos que estamos sepultados junto a tu cuerpo» 
 «Pedro está aquí»

También se encontró una especie de firma, parecida a la letra "P" y en el palo vertical tres rayas horizontales en forma de llave. Al excavar descubrieron un nicho forrado de mármol blanco, que contenía huesos. Ella informó al papa Pablo VI de que según sus conclusiones los restos eran los de san Pedro. 
La responsabilidad de estudiar estos huesos recayó en Venerato Correnti, profesor y catedrático de antropología de la Universidad de Palermo. En el estudio definió que en el nicho había huesos humanos y los de un ratón. Con respecto al animal, indicó que se coló por alguna rendija y al no poder salir murió allí.

1. Los huesos del animal prácticamente están limpios a diferencia de los restos humanos, pues ellos tienen tierra que luego de estudiada son de la tumba que estaba abierta y vacía y la cual identificaron como de San Pedro. Por otro lado, todas las tumbas junto a este hallazgo tienen otra clase de tierra.
2. Los huesos tienen un color rojo provenientes del paño dorado y púrpura en que fue envuelto, también, aparte de tela (púrpura), hay restos de hilos de oro, lo que lleva a pensar que ésta sería una persona venerada, posiblemente los huesos se retiraron de la tumba original para «guardarlos» en el nicho y así quedar protegidos, pues el nicho estaba intacto desde Constantino hasta el hallazgo.
3. Estos huesos encontrados pertenecen a la misma persona, un ser robusto, de sexo varón, con avanzada edad (posiblemente setenta años) y del primer siglo.

Conclusiones del profesor Correnti.

Un detalle interesante es que los huesos de los pies no aparecieron entre los restos hallados, y se puede recordar, que quien era crucificado cabeza abajo (entre los diferentes modos que existían en la crucifixión), se le descolgaba cortando los pies y así el cuerpo caía al suelo.[cita requerida]
El 26 de junio de 1968, el papa Pablo VI anunció que habían sido descubiertas las reliquias de san Pedro. Por su parte, la Librería Editora Vaticana publicó un libro escrito por la profesora Guarducci con toda la información, titulado «Las reliquias de san Pedro».
En tiempos de Pablo VI, un relicario con nueve fragmentos de estos huesos fue colocado en la capilla privada del papa, en el apartamento del Palacio Apostólico. En el relicario figura una inscripción en latín que, traducida, dice: "Huesos encontrados en la tierra bajo la Basílica Vaticana, que se cree que son los huesos de San Pedro Apóstol". En noviembre de 2013 el papa Francisco exhibió públicamente este relicario. En 2019 Francisco le regaló este relicario al patriarca de Constantinopla, Bartolomé, de la Iglesia ortodoxa.

## Posible osario de Pedro en Jerusalén

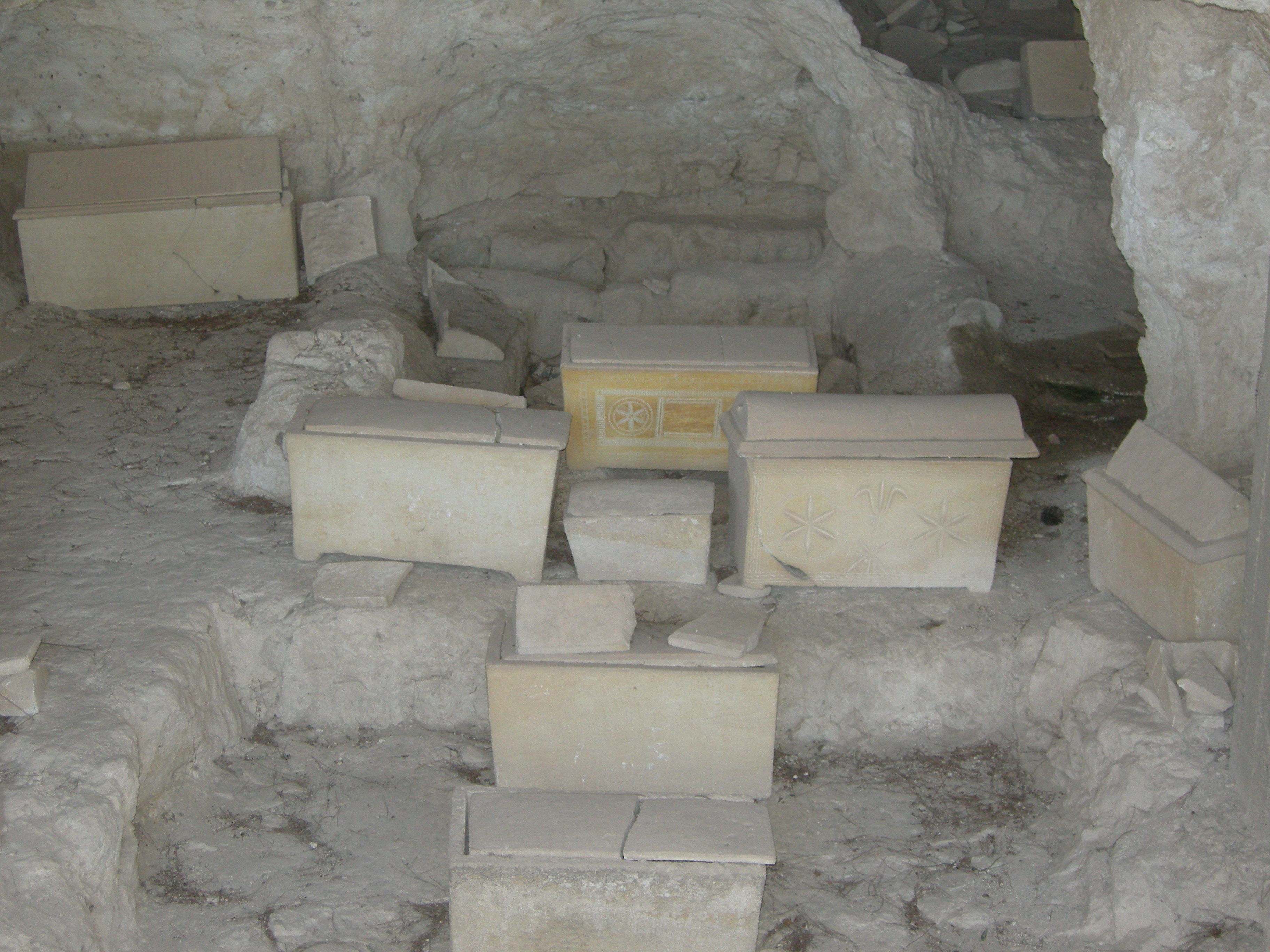
Osarios en Dominus Flevit

En 1953, dos frailes franciscanos descubrieron cientos de osarios del siglo I almacenados en una cueva en el Monte de los Olivos, cerca de Jerusalén. Los arqueólogos afirmaron haber descubierto la primera evidencia física de una comunidad cristiana en Jerusalén, entre ellos había algunos nombres bíblicos. En uno de los osarios aparecía la inscripción con el nombre original de Pedro "Shimon bar Jonah" 
Sin embargo, varios eruditos, tanto protestantes como católicos, disputaron que la tumba perteneciera a Pedro, una de las razones era que no había ninguna inscripción que se refiriera a él como 'Cefa' (ܟܹ݁ܐܦ݂ܵܐ) o "Pedro". Dr. Stephen Pfann, de la Universidad de Tierra Santa, dice que la inscripción en realidad se lee como 'Shimon Barzillai', siendo los Barzillai una familia famosa en Jerusalén.
Las 43 inscripciones fueron descubiertas en el cementerio Dominus Flevit entre mayo de 1953 y junio de 1955. En 1958 se publicaron las fotografías realizadas por PB Bagatti y Milik JT.